# Bahnhof Thun
Der Bahnhof Thun ist der Bahnhof der schweizerischen Stadt Thun im Kanton Bern. Der Bahnhof befindet sich in Besitz der SBB und wird von deren Zügen sowie von solchen der BLS bedient. Per 1. Januar 2025 wurde der technische Betrieb von der BLS Netz AG übernommen.

## Geschichte

### Vor dem Bau
Nachdem die Schweizerische Centralbahn (SCB) bereits 1852 vom Berner Regierungsrat die Konzession für den Bau einer Verbindung zwischen Bern und Thun erhalten hatte, entwickelten sich Meinungsverschiedenheiten zwischen der SCB und der Stadt Thun über den Bahnhofsstandort. Die SCB wollte, um den Bau und die Kosten einer Aarebrücke zu sparen, den Bahnhof im Gebiet Bleichematte auf dem linken Aareufer erstellen, um eine spätere Verlängerung zum Seeufer problemlos bauen zu können. Die Stadt Thun jedoch favorisierte den Standort beim Berntor am rechten Aareufer, um danach die Schiffsreisenden Richtung Interlaken durch die Strassen zur Schifflände Thun-Hofstetten zu leiten. Für die Stadt kam eine allfällige Streckenverlängerung ins Berner Oberland nicht in Frage. 1857 nahm die Stadt von den Plänen eines Bahnhofs beim Berntor Abstand und schlug einen Kompromiss vor. Sie zeigte sich einverstanden, den Bahnhof auf der linken Seite der Aare zu bauen, jedoch sollte er möglichst nahe an der Allmendbrücke zu stehen kommen. 1858 bewilligte der Regierungsrat das Gesuch einer Streckenverlängerung zum Seeufer in Scherzligen und befürwortete den von der SCB vorgeschlagene Bahnhofsstandort Bleichmatte. Die Thuner Einwohnergemeinde wiederum reichte gegen diesen Entscheid beim Grossen Rat Rekurs ein, mit der Begründung, dass die gesamte Verkehrsverbindung zwischen dem Bahnhof und den Hotels sowie den Schiffstationen Thun-Freienhof und Thun-Hofstetten über die enge Scherzliger Brücke hätte geführt werden müssen. Auch befürchtete sie die Verhinderung von Quartiersentwicklungen, welche bei einem Bahnhof an der Allmendbrücke möglich gewesen wäre. Des Weiteren wäre bei einem Bahnhof Bleichenmatte der Bau einer geplanten Kaserne der Schweizer Armee in Gefahr gewesen, da diese wiederum die Bleichenmatte als Standort für die Kasernenhöfe, Stallungen und Waffenarsenale vorgesehen hatte. Am 19. November 1858 gab der Grosse Rat der Beschwerde Recht und entschied sich für den Standort an der Allmendbrücke.

### Schweizerische Centralbahn
Die SCB eröffnete am 1. Juli 1859 die Bahnstrecke von Bern-Wylerfeld nach Thun. 1861 folgte die 1,34 Kilometer lange Fortsetzung ab dem Bahnhof Thun zum Seeufer in Scherzligen, einer damals noch eigenständigen Nachbargemeinde Thuns. In Scherzligen mussten die Reisenden zur Fortsetzung ihrer Reise auf die Dampfschiffe des Thunersees umsteigen. Scherzligen war anfangs nur als Kiesverladestelle gebaut worden, die Reisenden mussten vom Bahnhof Thun aus durch die Stadt gehen, um zu den Schiffstationen zu gelangen. Gegen den Widerstand der Stadt Thun, die vehement für den Tourismus kämpfte, bauten die SCB und die Dampfschifffahrtsgesellschaft den Verladebahnhof zu einem Kopfbahnhof mit Personenverkehr um, um einen direkten Umsteigepunkt zwischen Bahn und Schiff zu erhalten.

### Thunerseebahn und Burgdorf–Thun-Bahn
1890 erhielt die Thunerseebahn-Gesellschaft die Konzession für eine linksufrige Verbindungsstrecke zwischen Thun und der Bödelibahn in Interlaken, geführt über Spiez und Faulensee. Die Strecke ging 1893 in Betrieb und war gemeinsam mit der 1901 folgenden Spiez-Frutigen-Bahn die Vorläuferin der 1913 gegründeten Bern-Lötschberg-Simplon-Bahn (BLS). Im selben Jahr erhielt die Burgdorf-Thun-Bahn die Konzession für eine Bahnstrecke von Konolfingen nach Thun, um den Weg zwischen Thun und Burgdorf mit einer direkten Linie von 53 Kilometern (via Bern) auf 40 zu reduzieren. Sie ging am 21. Juli 1899 als erste elektrische Vollbahn Europas in Betrieb.

### Gürbetalbahn und die SBB
Drei Jahre später, 1902 ging mit der Gürbetalbahn die zweite Verbindung zwischen Thun und Bern in Betrieb, im Gegensatz zur Centralbahnstrecke, die via Münsingen führt, verläuft die Gürbetalbahn über Belp. Im selben Jahr ging der Bahnhof Thun in Besitz der neugegründeten SBB über, als die Centralbahn mit der Nordostbahn und der Vereinigte Schweizerbahnen zur neuen Schweizer Staatsbahn zusammengeschlossen wurde.

### Geplante Bahnhofsverlegungen um die Jahrhundertwende
Ingenieurbüro Lindtner

Empfangsgebäude des alten Bahnhofs, um 1905

Nachdem die am Bahnhof Thun nächstgelegene Schiffstation Freienhof wegen der Grösse der neuen Dampfer nicht mehr bedient werden konnte und dem befürchteten Ausbau des Bahnhofs Scherzligen zuungunsten des Thuner Bahnhofs wegen erstellte das Münchner Ingenieurbüro Lindtner ein Gutachten, in dem es festhielt, dass ein neuer Umsteigeknoten Bahn/Schiff wegen der starken Aareströmung nur im geschützten Weidenau-Gebiet erstellt werden könnte. Die Verbindung zu den Hotels in Hofstetten sollte per Brücke gewährleistet werden. Die SCB stellte sich jedoch gegen das Vorhaben, da sie bereits 1898 im Zuge der Gürbetalbahn und der Burgdorf–Thun-Bahn Vorbereitungen für die Erweiterung des Thuner Bahnhofsareals getroffen hatte.
Hermann Sommer
Der St. Galler Hermann Sommer, seines Zeichens Ingenieur, publizierte im März 1903 eine neue Variante zur Konzentration von Bahn und Schiff. Er schlug vor, an etwa dem von der SCB 1852 vorgesehenen Bahnhofsstandort in der Bleichmatte einen Verkehrs- und Dienstleistungsknoten zu erstellen, der nebst Bahnhof und Schiffstation auch noch Filialen der Post und der Berner Kantonalbank beherbergen sollte. Um die Schifffahrt die Aare hinauf bis zur Bleichmatte zu ermöglichen, schlug Sommer vor, die Oberen Schleusen abzubrechen und durch eine Wehranlage samt Flussübergang bei der Scherzliger Brücke zu bauen, wo gleichzeitig ein Teil des Flusses in ein städtisches Kraftwerk geleitet werden sollte.
Emil Auer
Der Direktor der Thunerseebahn, Emil Auer, veröffentlichte im Herbst desselben Jahres einen Gegenvorschlag, der ebenfalls den Bahnhof in der Bleichmatte vorsah, die Schiffsanbindung jedoch in Form eines Kanals von Scherzligen her plante. Diese Idee wurde von zahlreichen Thunerinnen und Thuner favorisiert.
Nach der Integrierung der SCB in die SBB 1902 wurden diese vom Bundesrat mit der Planung eines eigenen Projekts zur Lage des künftigen Thuner Zentralbahnhofs beauftragt, obwohl die Lage nach der künftigen Nord-Süd-Verbindung durch die Berner Alpen noch nicht geklärt war. Da die Dampfschifffahrtsgesellschaft nicht über genügende finanzielle Mittel für den Bau eines Kanals in die Bleichmatte verfügte, wurde für die SBB klar, dass nur der Bahnhof Scherzligen als neuer Umsteigepunkt in Frage käme. Die Stadt Thun war über diesen Entschluss entsetzt, da sie die Herabstufung des Bahnhofs Thun zu einem normalen Durchgangsbahnhof befürchtete.
1906 einigten sich die SBB, die GTB, die Thunerseebahn, die BTB und die Dampfschifffahrtsgesellschaft gemeinsam mit Bund, Kanton und der Stadt auf ein Bahnhofsprojekt in der Bleichmatte mit Anbindung der Schiffe über einen Kanal. Abermals lag der Bahnhof Luzern dem Projekt zugrunde, diesmal das vom Bundeshausarchitekten Hans Wilhelm Auer geplante und 1896 vollendete zweite Empfangsgebäude mit der markanten Kuppel, das 1971 einem Grossbrand zum Opfer fiel. Nachdem die Stadt Thun Widerstand erhob, wechselten sich diverse mehr oder weniger ernst gemeinte Projekte ab, welche teilweise gravierende Einschnitte in die Natur vorgesehen hatten. 1911 beschlossen die SBB das Projekt eines Zentralbahnhofs zwischen Seefeld- und Frutigerstrasse mit einem Kanal nach Scherzligen. Die Thuner Gemeindeversammlung lehnte dieses Projekt 1912 und 1913 ab, stimmte aber einer Zufahrt von der Weidenau her zu. Obwohl nach der Eröffnung des Lötschbergtunnels 1913 die Bedeutung des Bahnhofs Thun abermals zunahm, liessen die SBB das Projekt auf Eis legen, bis die Schiffszufahrt geregelt war. 1914 erklärte sich die BLS bereit, das Zufahrtsprojekt zu übernehmen und schlug mangels finanzieller Mittel ein Provisorium einer Schiffsanlegestelle am Unteren Inseli vor, dem 1916 zugestimmt wurde. Sogleich gaben auch die SBB das Projekt des Zentralbahnhofs neu ein, was bewilligt wurde, so dass 1920 die Arbeiten beginnen konnten. 1922 gab die BLS überraschend eine neue Projektidee für den Kanal nach Scherzligen ein. Nachdem die Stadt Thun das Projekt wegen Sicherheitsmängel sistieren liess und weiter am Inseli-Projekt festhielt, entgegnete die BLS per Brief, dass sie, falls der Kanal nach Scherzligen nicht gebaut werden könne, sich nicht mehr in der Lage befinden würde, den defizitären Schifffahrtbetrieb auf dem Thunersee ausführen zu können. Das BLS-Projekt wurde 1924 vom Thuner Stimmvolk abgesegnet und mit dem Bau des Kanals wurde sofort begonnen.

### Zusammenlegung der beiden Thuner Bahnhöfe

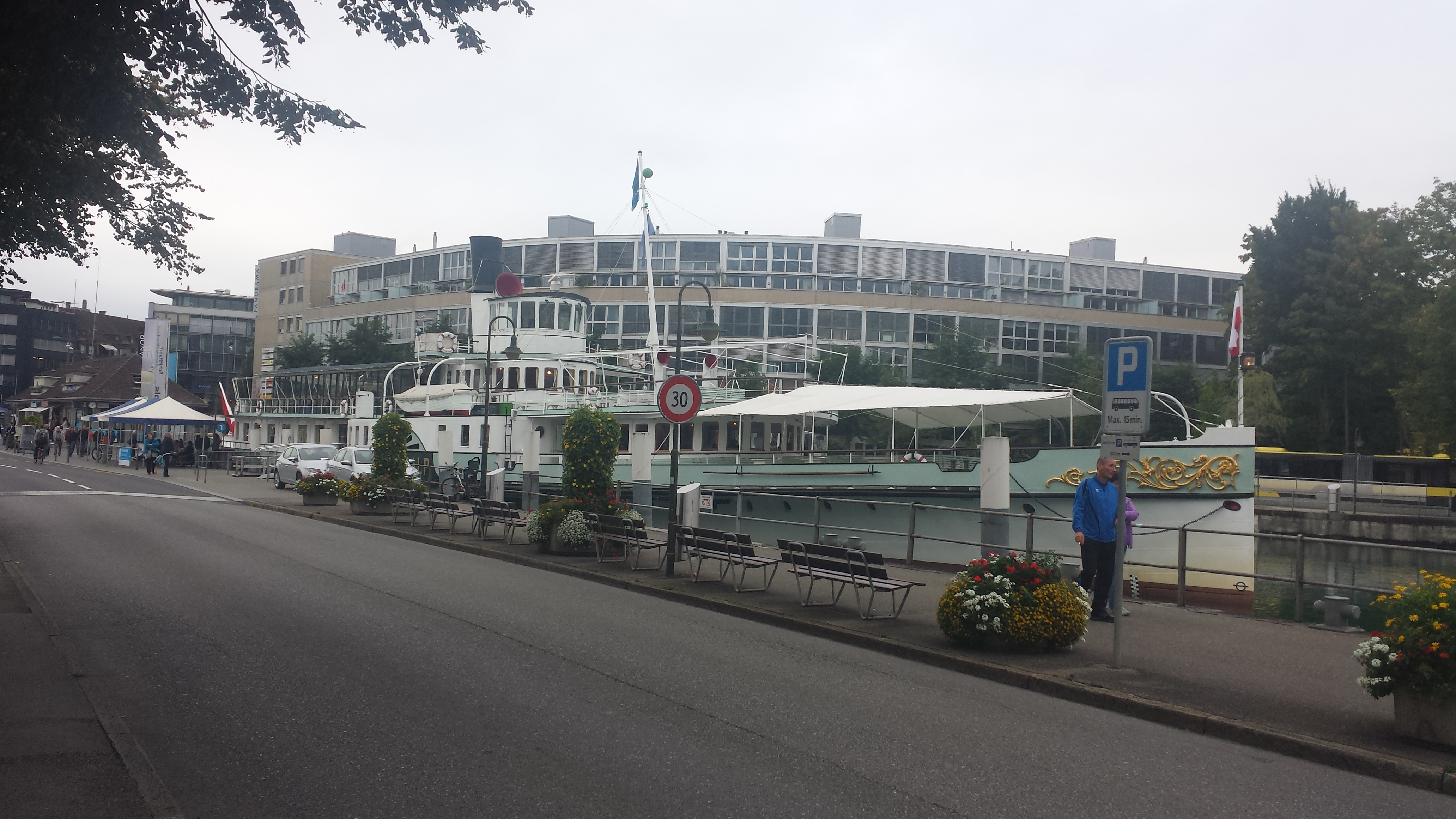
Schiffstation beim Bahnhof mit Blümlisalp (2014)

Nach der Eingemeindung Scherzligens in die Stadt Thun 1920 wurden die beiden Bahnhöfe 1923 an der Stelle des alten Thuner Bahnhofs konzentriert und der neue Zentralbahnhof am 1. Juni 1923 dem Verkehr übergeben. Der Bahnhof Scherzligen wurde stillgelegt. Nachdem dadurch der Umsteigepunkt zwischen der Eisenbahn und den Thunersee-Schiffen in Scherzligen wegfiel, erstellte die BLS, welche die Schifffahrten auf Thuner- und Brienzersee betreiben, 1925 den Thuner Schifffahrtskanal, welcher die Anbindung des Schiffsverkehrs an den Bahnhof erlaubte.

### Ab 1930

Bahnhofsgebäude (1958)

1943 ging die Gürbetalbahn in der Gürbetal-Bern-Schwarzenburg-Bahn (GBS) auf, diese wiederum fusionierte 1996 mit der BLS, der Bern-Neuenburg-Bahn und der Spiez-Erlenbach-Zweisimmen-Bahn zur BLS Lötschbergbahn. Die BTB war ein Jahr zuvor, 1942, mit der Emmentalbahn zur Emmental-Burgdorf-Thun-Bahn fusioniert, welche sich 1997 mit der Vereinigten Huttwil-Bahnen und der Solothurn-Münster-Bahn zur Regionalverkehr Mittelland zusammen, so dass nun drei Bahngesellschaften den Bahnhof Thun bedienten.

### S-Bahn Bern
1987 wurde der Bahnhof an das neu geschaffene System der S-Bahn Bern angeschlossen, als die Durchmesserlinie S1 von Thun über den Bahnhof Bern nach Laupen beziehungsweise Fribourg in Betrieb genommen wurde. 2004 übernahm die BLS von den SBB deren Linien der S-Bahn Bern, die damit ihre Stellung am Bahnhof ausbaute, welche abermals grösser wurde, als die BLS 2006 die Regionalverkehr Mittelland akquirierte.

## Anlage

### Bahn

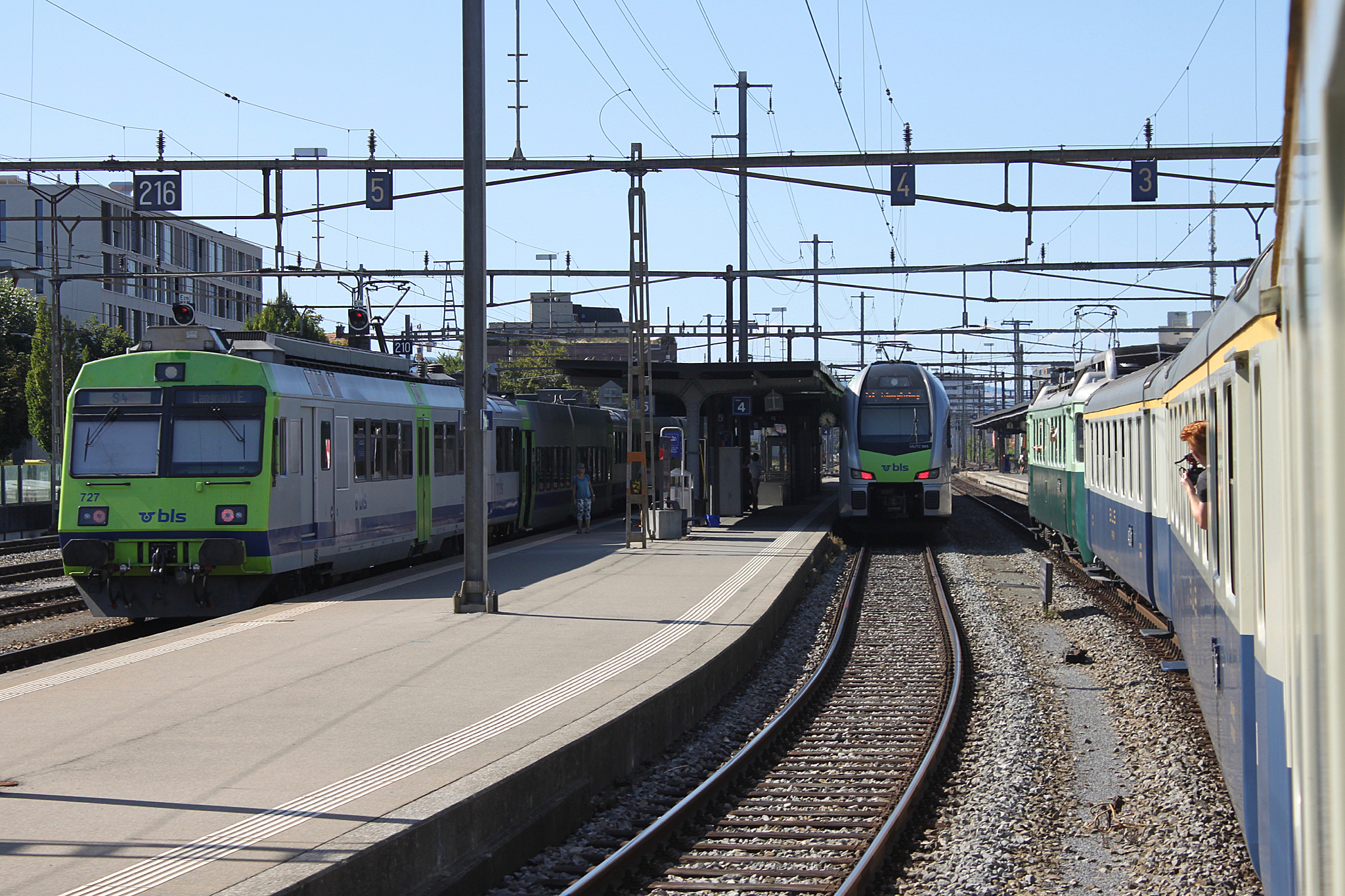
Perron mit Gleisen 4 und 5 (2018)

Der Bahnhof umfasst sieben Gleise, zwei Kopf- und fünf Durchfahrtsgleise. Die Kopfgleise enden aus nordwestlicher Richtung beim Empfangsgebäude. Meistens wird der Verkehr nach folgendem Schema abgewickelt:
- Gleis 1: Fernverkehrszüge nach Interlaken und RegioExpress-Züge nach Zweisimmen und über die Lötschberg-Bergstrecke
- Gleis 2: Züge von/nach Brig nach Basel SBB, Zürich HB
- Gleis 3: Züge von Interlaken nach Basel und Berlin
- Gleis 4: S-Bahn-Züge über Münsingen nach Bern und weiter nach Laupen und Fribourg
- Gleis 5: S-Bahn-Züge durch das Gürbetal nach Bern
- Gleis 16 (Kopfgleis): Züge über die BTB-Strecke nach Konolfingen, Burgdorf und Solothurn
- Gleis 18 (Kopfgleis): Züge über die BTB-Strecke nach Konolfingen, Burgdorf und Solothurn

### Autobus

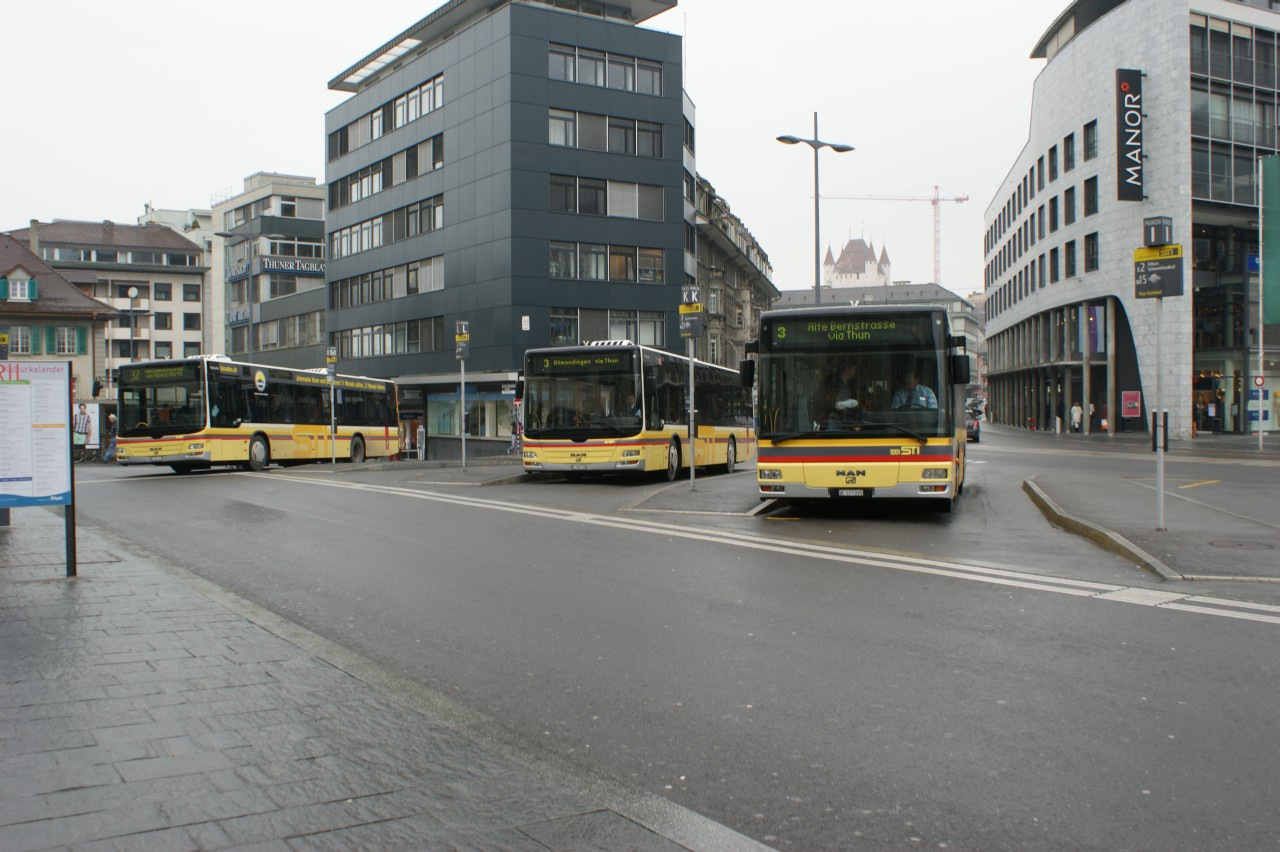
Postautos, Bahnhofplatz (2013)

Die örtlichen STI Bus betreiben insgesamt zwölf Bussteige in unmittelbarer Umgebung des Bahnhofs. Die meisten sind gegenüber dem Empfangsgebäude platziert. Der Bahnhof Thun ist Hauptknoten der STI, welche den Bahnhof mit insgesamt 20 Linien bedient. Von 1913 bis 1958 hielt die Strassenbahn Steffisburg–Thun–Interlaken am Bahnhof Thun, die von 1952 bis 1982 teilweise durch Trolleybus Thun–Beatenbucht ersetzt wurde.

### Schifffahrt
Die Schiffländte Thun (See) befindet sich östlich des Bahnhofs, am Aarekanal. Sie wird von der BLS Schifffahrt bedient.

### Empfangsgebäude
Erstes Empfangsgebäude von 1861
Nach dem Streit um die Lage des Bahnhofs entschieden sich das Berner Kantonsparlament und die Stadt Thun für den Standort an der Allmendbrücke. Das vom SCB-Hausarchitekten Rudolf Ludwig Maring entworfene Projekt des Empfangsgebäudes ist eine Übernahme desjenigen des alten Luzerner Bahnhofs, welches 1864 auch noch für das erste Empfangsgebäude des Bieler Bahnhofs verwendet wurde. Es sah ein langgezogener Fachwerkbau mit Satteldach vor. Das Eingangsportal bestand aus einem rechtwinkligen Seitenschiff, ebenfalls mit Satteldach.
Zweites Empfangsgebäude von 1923

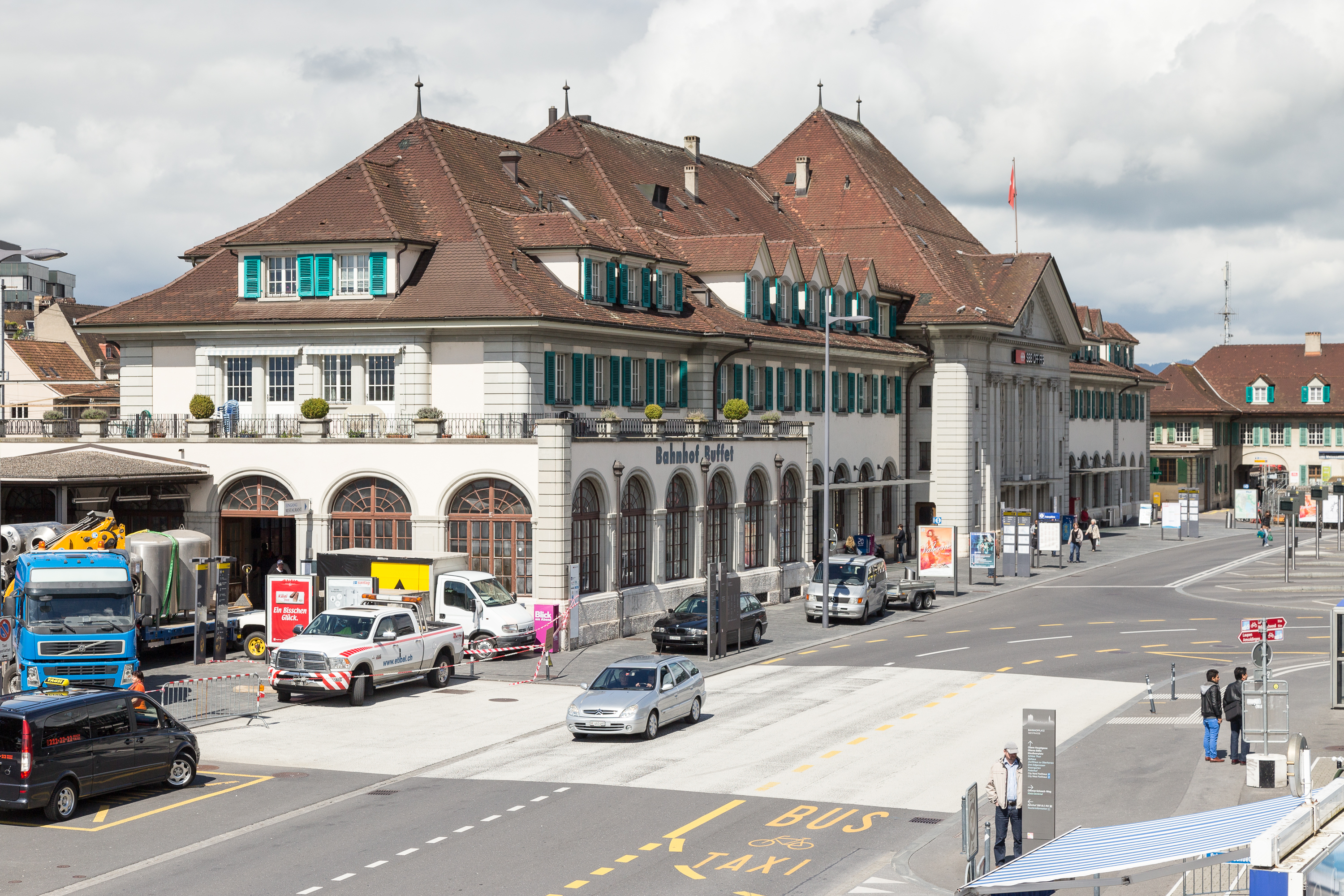
Bahnhof Thun von 1923 (2014)

Der aus Mauerwerk bestehende zweite Bahnhof besteht aus insgesamt vier Teilen. Das auf Auers Luzerner Bahnhof berufende Eingangsportal mit hohen Fenstern und die drei Seitenflügel mit Walmdächern und Mansarden. Insgesamt (inklusive Parterre und Mansarden) zählt der Bahnhof drei Stockwerke. Im äussersten Flügel war bis Ende 2013 das Bahnhofbuffet untergebracht.

## Dienstleistungen
Der Bahnhof Thun ist einer der 23 Bahnhöfe, welche von den SBB unter dem Slogan Mehr Bahnhof vermarktet werden und Dienstleistungseinrichtungen beherbergen. In Thun befinden sich nebst einer Filiale der Schweizer Apothekenkette Amavita auch eine Filiale der Handelskette Coop, ein Blumengeschäft sowie ein Welcome Center des örtlichen Tourismusvereins. Das von der SBB betriebene Reisezentrum wird ab 2028 von der BLS übernommen.

## Betrieb
Am Bahnhof halten nebst Fernverkehrszügen der SBB auch Regionalzüge der von der BLS betriebenen Bahnstrecke nach Burgdorf, der Lötschberg-Bergstrecke und der S-Bahn Bern.

### Fernverkehr

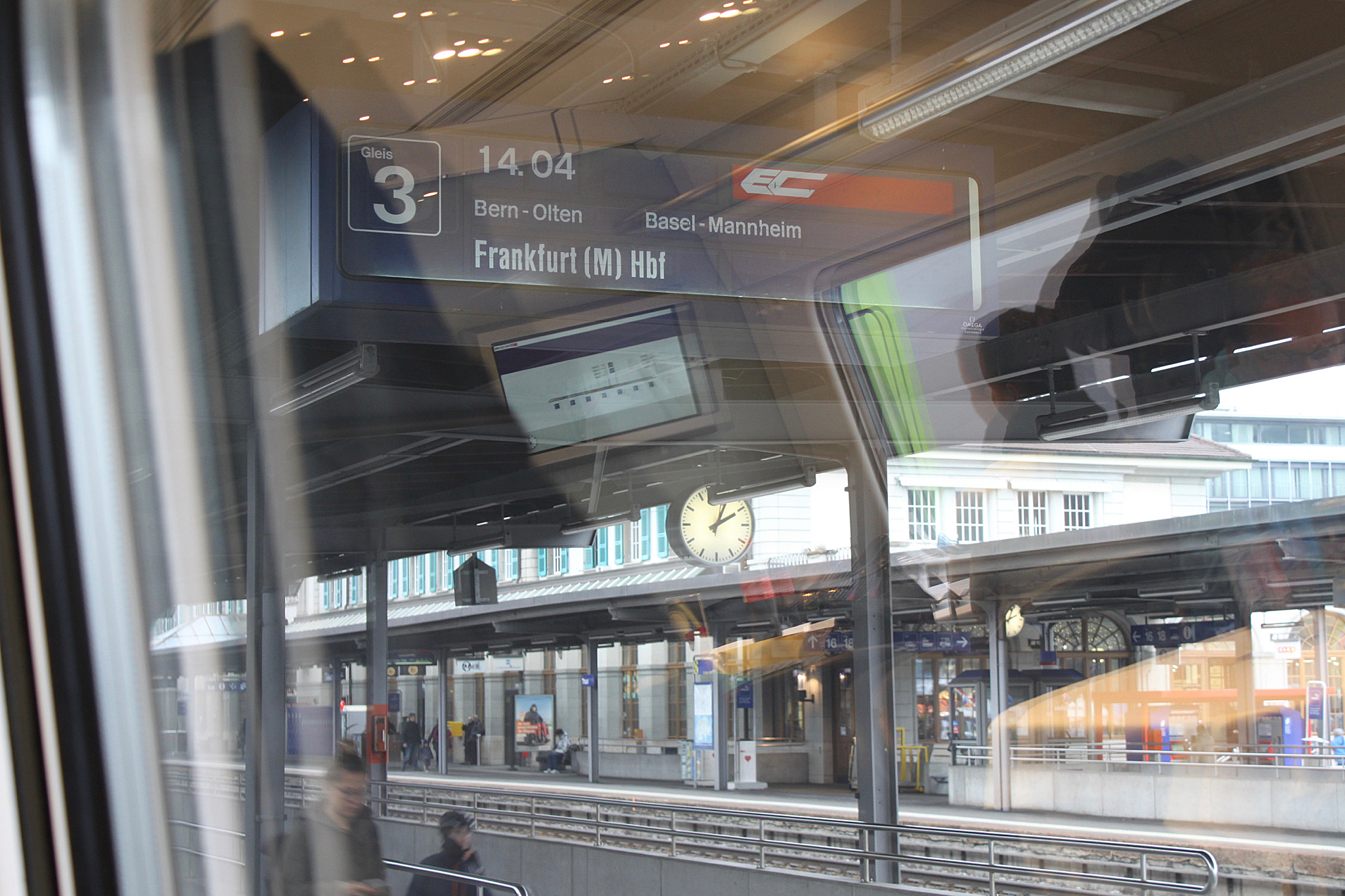
Gleis 3 EC nach Frankfurt, Bahnhofsgebäude (2018)

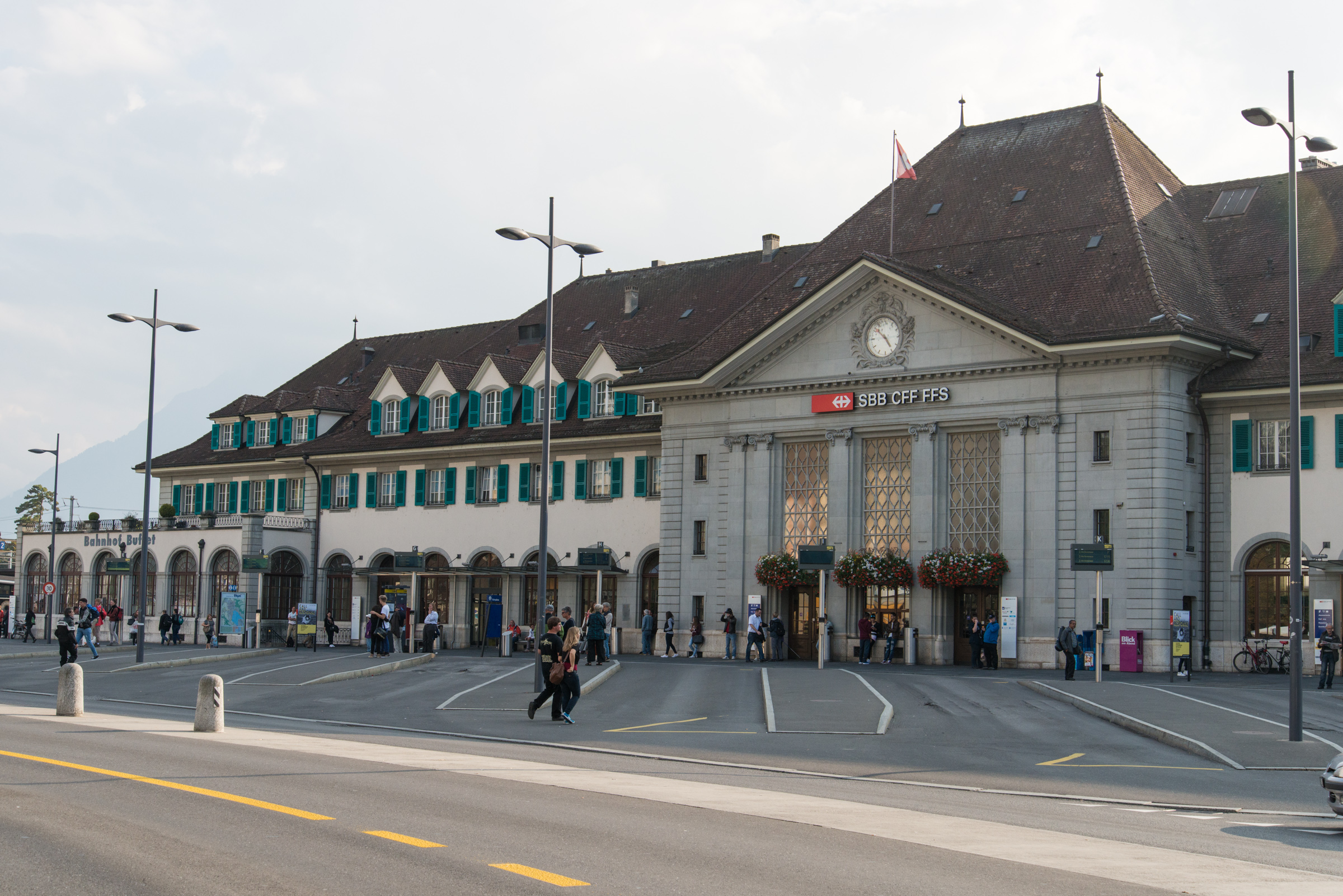
Bahnhofsgebäude Haupteingang (2014)

- 6 Basel SBB – Bern – Brig ( oder ) ( oder FZ) BZ FS RZ
- 8 Brig – Bern – Zürich HB – Romanshorn   BZ FS RZ
- 61 Basel SBB – Bern – Interlaken Ost ( oder ) ( oder FZ) BZ FS RZ
- 81 Interlaken Ost – Bern – Zürich HB – Romanshorn   BZ FS RZ
- Basel SBB – Bern – Brig – Milano Centrale   TT
- Frankfurt – Basel SBB – (→ Bellinzona / ← Brig) – Milano Centrale   TT
- Interlaken Ost/Zürich HB – Basel SBB – Frankfurt am Main – Köln – Hamburg-Altona
- (Interlaken Ost –) Basel SBB – Braunschweig – Berlin

### Regionalverkehr
S-Bahn Bern
- S 1 Thun – Münsingen – Bern – Flamatt – Fribourg/Freiburg
- S 4 Thun – Belp – Bern – Burgdorf – Langnau i. E.
- S 21 Thun – Steffisburg – Oberdiessbach – Konolfingen
- S 41 Thun – Konolfingen – Burgdorf – Solothurn
- S 43 Thun – Steffisburg – Oberdiessbach – Konolfingen
- S 44 Thun – Belp – Bern – Burgdorf (Flügelung) – Sumiswald-Grünen / Solothurn

Übriger Regionalverkehr
- 1 Bern – Spiez – Zweisimmen  /  Bern – Spiez – Brig (– Domodossola)

## Unfälle
- Am 28. April 2006 kollidierte in der Nähe des Bahnhofs Thun ein ICE 1 der Deutschen Bahn auf dem Weg von Interlaken nach Berlin mit zwei BLS Re 465. Der Triebkopf des ICE wurde schwer beschädigt, der Lokomotivführer des ICE und sieben Reisende erlitten leichte Verletzungen.[14]